# Arkhom Chenglai
Arkhom Chenglai (en tailandés: อาคม เฉ่งไล่; rtgs: Akhom Chenglai) (Tailandia, 11 de junio de 1970) es un deportista olímpico tailandés que compitió en boxeo, en la categoría de peso wélter y que consiguió la medalla de bronce en los Juegos Olímpicos de Barcelona 1992.

## Palmarés internacional
| Juegos Olímpicos | Juegos Olímpicos   | Juegos Olímpicos  | Juegos Olímpicos |
| Año              | Lugar              | Medalla           | Prueba           |
| ---------------- | ------------------ | ----------------- | ---------------- |
| 1992             | Barcelona (España) | Medalla de bronce | Peso wélter      |